# Ґодела Габель
Ґодела Габель (нім. Godela Habel; 18 вересня 1929, Дойч-Кроне, Позен-Західна Пруссія, Ваймарська республіка — 12 лютого 2022, Потсдам) — німецька малярка і мисткиня.

## Життя і творчість
Ґодела Габель навчалася з 1950 до 1953 року в художніх школах Вупперталя та Ганновера, зосереджуючись на живописі та графічному дизайні. Вона відома своїми картинами та колажами. Поєднувала методи малювання та живопису у своїй інколи таємній роботі та допускала індивідуальні асоціації та інтерпретації. У лютому 2000 року вона показала на виставці «Тематичний колір» (нім. «Thema Farbe») у Künstlerforum у Бонні кілька більш-менш ущільнених ліній і ділянок на папері та використовувала фарбу в тонких відтінках коричневого, білого та чорного кольорів., які були просякнуті відтінком червоного. У 1990-х вона завершила роботу над колажами і з того часу зосередилася на малюнках. Вона живе і працює в Мерені.

## Нагороди
У 1998 році Ґодела Габель отримала мистецьку нагороду GEDOK вартістю 5000 євро, надану в 1988 році шанувальницею мистецтва та меценаткою Ґабріелє Фоссебайн як нагороду ім. д-ра Теобальда Сімона в пам’ять про свого батька, колишнього директора пивоварні Bitburger.

## Виставки
- 1982: 7 митців, Бонн, Бад-Ґодесберґ
- 1984: Зимова виставка, Arbeitsgemeinschaft Siegerländer Künstlerinnen und Künstler e. V.
- 1986: Індивідуальні виставки в Kunstverein Siegen e. V. [5] Протестантська академія Шміттен-Арнольдсгайм і музей скла в Райнбаху
- 1989: Індивідуальна виставка в Gärtnerhaus Bonn
- 1997: Придбання малюнка Рейнським земельним музеєм у Бонні
- 2000: The Paint Theme, Künstlerforum Bonn [3]
- 2002: Wechselweise, Arbeitsgemeinschaft Siegerländer Künstlerinnen und Künstler e. V.
- 2003: Персональна виставка в Бецдорфі
- 2004: Персональна виставка в Gärtnerhaus Bonn
- 2005: Korrespondenzen, Künstlerforum Bonn
- 2006: Einzelausstellung in der Theatergemeinde Bonn
- 2009: Роботи на папері, Theatergemeinde Bonn
- 2014: Колажі та малюнки з 14 червня до 13 липня 2014 року в «Kleiner Kunstraum 21» Ґоттгарта Айхгорна в Гайзельбаху

## Публікації
- Ursula Toyka-Fuong, Petra Rapp-Neumann, Hilla Jablonsky, Ruth Schirmer, Edith Oellers-Teuber, Ula Wienke, Margaret Klare, Ute Jansen, Irene Kulnig, Borghild Eckermann, Godela Habel, Susanne Krell, Elsbeth Tatarczyk-Welte, Victoria Westmacott-Wrede: Ausgezeichnet: Künstlerinnen und Stifterin des Dr.-Theobald-Simon-Kunstpreises. ISBN 3-934532-23-3. (German)